# ISO 3166-2:BO
ISO 3166-2:BO is een ISO-standaard met betrekking tot de zogenaamde geocodes. Het is een subset van de ISO 3166-2 tabel, die specifiek betrekking heeft op Bolivia. Voor Bolivia worden hiermee departementen gedefinieerd.
De gegevens werden tot op 18 december 2014 geüpdatet op het ISO Online Browsing Platform (OBP). Hier worden 9 departementen - department (en) / département (fr) / departamento (es) - gedefinieerd.
Volgens de eerste set, ISO 3166-1, staat BO voor Bolivia, het tweede gedeelte is een eenletterige code.

## Codes
| Code | Naam       |
| ---- | ---------- |
| BO-H | Chuquisaca |
| BO-C | Cochabamba |
| BO-B | El Beni    |
| BO-L | La Paz     |
| BO-O | Oruro      |
| BO-N | Pando      |
| BO-P | Potosí     |
| BO-S | Santa Cruz |
| BO-T | Tarija     |